# Бочкарьова Єлизавета Валеріївна
Єлизаве́та Бочкарьо́ва (* 1978) — українська трекова велосипедистка; бронзова призерка Кубка світу.

## З життєпису
Народилася 1978 року в місті Львів. Вихованка Миколаївської школи вищої спортивної майстерності та ФСК «Локомотив „Львів“».
Учасниця командного Чемпіонату світу з велоперегонів-2007. На чемпіонаті Європи з велоспорту-2011 на треку посіла 4-ту сходинку. На літніх Олімпійських іграх 2012 року виступала в жіночій командній гонці-переслідуванні за національну збірну.